# 10810 Lejsturojr
10810 Lejsturojr eller 1993 FL15 är en asteroid i huvudbältet som upptäcktes den 17 mars 1993 av UESAC vid La Silla-observatoriet. Den är uppkallad efter Lejsturojr på Gotland.
Asteroiden har en diameter på ungefär 12 kilometer.